# 台湾の統一戦線
台湾の統一戦線（たいわんのとういつせんせん、United front in Taiwan）は、中国共産党（CCP）および中華人民共和国政府のより大きな統一戦線戦略の一環であり、台湾に適用され、中国統一を達成することを目的としている。
この戦略は、台湾の親北京派の存在に依存し、飴と鞭方式を用いて、台湾に対して戦争の脅威を示しつつ、経済・文化交流の機会も提供することにより実行される。
台湾大陸委員会の当局者によると、CCPは長年にわたり、台湾における統一戦線戦術の一環として台湾の組織犯罪に依存してきた。
中国統一に否定的な批評家は、「統一戦線」という言葉を中国帝国主義や中国の拡張主義と結びつけている。

## 歴史
2011年、習近平は中国共産党幹部制度の幹部に対し、媽祖を「最大限活用して台湾人を惹きつける」よう指示した。
台湾の寺院、特に地方の寺院は、著名な地元の人物の集まる場であり、寺院への寄付も規制されていないため、影響工作の最も重要な対象となっている。
2017年以降、全中国台湾同胞連合会は、CCPの台湾向け統一戦線活動においてより重要な役割を担うようになった。
中国学者のGerry Grootによれば、CCPが香港における一国二制度を2019年-2020年香港民主化デモ後に破棄したことは、台湾でも注目され、「統一支持派の少数活動家の活動をさらに困難にし、CCPの約束の価値に対する懐疑を他の人々に強化した」とされる。他の専門家も、台湾人を説得できなかったことを指摘している。
2022年、台湾国家安全局長官は、CCPが現地のインフルエンサーに対し、認知戦キャンペーンで中国のプロパガンダを拡散する訓練を行ったと述べた。
2023年、台湾大陸委員会は、報告書の中で、CCPによる台湾での統一戦線活動が「認知戦」を通じて増加していると述べた。
2024年台湾総統選挙に向けて、全中国台湾同胞連合会は、民主進歩党の候補者頼清徳を「親戦派」とする社説攻撃を調整した。頼はその後選挙で勝利した。2023年11月、台湾の検察当局は、台湾事務弁公室が費用を負担した中国本土への旅行で、統一戦線工作部の代表と面会し、泛藍連盟候補者に投票するよう促されたとされる台湾人観光客の募集に関わった個人を調査した。台湾の治安当局者によると、2023年には1,000人以上の地方公務員が中国本土への接待旅行に参加したという。自由時報の調査では、台北市の456地区長のうち、約30%が2023年に中国本土への政府補助旅行に参加していたことが示された。
2025年、台湾大陸委員会は、TikTokや小紅書が親統一プロパガンダの媒体として使用されていると報告した。

## 組織
中華人民共和国国家安全部の2つの局、中国現代国際関係研究院および中国社会科学院台湾研究所は、台湾に関する情報収集と分析を共有している。
UFWD（中国共産党中央統一戦線工作部）は、台湾の若者向けに中国本土への有給旅行やサマーキャンプを提供している。この旅行は、親中統一の感情を醸成することを目的としていると報告されている。

## 対応
2025年2月、台湾教育部は、華僑大学と済南大学という、UFWDに関連する2校の台湾での交流活動を禁止した。教育部はまた、UFWDに関連する学校の資格を今後認めないと述べた。同じ月、同省は国防七子との交流も禁止した。
2025年3月、台湾総統の頼清徳は政策演説で、PRCによる台湾でのスパイ活動や浸透行為に対する取り締まりを強化することを約束した。